# Bobby en Onyx
Bobby en Onyx (Frans: Polochon) is een Belgisch-Franse tekenfilmserie in 26 delen uit 1989. De filmpjes duren elk ca. 13 minuten.

## Verhaallijnen
De hoofdpersoon is een jongen van een jaar of tien genaamd Polochon (Nederlands: Bobby), die samen met zijn zus Mélodie op de boerderij van hun grootouders logeert. Bobby beleeft allerlei vreemde avonturen, onder andere met de dieren om hem heen, zoals de sprekende raaf Loewie die voortdurend rare streken uithaalt. Ook heeft hij het geregeld aan de stok met Fred, een vervelende buurjongen. Bobby kan echter als enige op de boerderij een geheimzinnig blauw mannetje oproepen, Onyx, die over magische krachten beschikt en de problemen voor Bobby oplost.

## Uitzendingen
De serie werd in Nederland uitgezonden door VARA's Kindermenu (1992-1993) en in Vlaanderen als onderdeel van Samson en Gert (1990-1992). Nasynchronisatie in het Nederlands gebeurde door Meta Sound Studio. De stemmen in het Nederlands werden ingesproken door onder meer Olaf Wijnants, Nathalie Wijers, Maria Lindes en Arnold Gelderman. Bernadette Kraakman zong de openingsmelodie.